# 陳霆 (演員)
陳霆，本名陳威安，（1966年4月21日—）出生於中華民國台北市，台灣男演員及舞者。
其妻陳潔瑩，早期是歌仔戲及台語古裝劇演員，台視《五燈獎》手語歌的五度五關得主，曾經擔任大愛電視台的《悲智印記》主持人之一。
近年積極參與慈濟志工為「藝人聯誼會」召集人之一，目前身兼演員、主持人。

## 經歷
國中畢業後考上國光藝校舞蹈科。之後保送文化大學舞蹈系後轉學考進國立藝術學院。於國光藝校在學期間曾加入雲門舞集為實習團員。畢業後多次擔任片場舞蹈指導和參與舞台劇演出。陳霆於電視劇「一簾幽夢」飾演女主角蕭薔的舞蹈指導時就有於劇中客串的經驗。之後更在友人張倩的介紹下，參與戲劇的演出。爾後轉換跑道，成為專職演員至今。

## 電視劇
| 年份   | 頻道       | 劇 名                                     | 飾 演        |
| 1995年 | 華衛       | 《我們一家都是投資人》                    | 李天麒       |
| 1995年 | 台視       | 《查某頭家》                              | 莊裕麟       |
| 1996年 | 中視       | 《一簾幽夢》                              | 陶劍波       |
| 1996年 | 中視       | 《濟公活佛》                              | 阿聖         |
| 1996年 | 亞視       | 《計中計狀元才》                          | 鄭慶元       |
| 1996年 | 華視       | 《台灣靈異事件》無頭公案                  | 高人傑       |
| 1997年 | 台視       | 《父子關係》                              | 林金智       |
| 1997年 | 台視       | 《非常任務》                              | 阿強         |
| 1997年 | 中視       | 《金色夜叉》                              | 胡啟延       |
| 1997年 | 華視       | 《台灣靈異事件》鬼屋殺手                  |              |
| 1997年 | 民視       | 《星座女人系列》雙魚座 - 還好我們沒有結婚 | 歐陽         |
| 1998年 | 民視       | 《星座女人系列》巨蟹座 - 鋼琴師的情人     | 陳彥超       |
| 1998年 | 民視       | 《台灣作家劇場》-春雨                     | 林春福       |
| 1998年 | 中視       | 《金鐘系列之賣家的人》                    | 吳正浲       |
| 1998年 | 華視       | 《台灣靈異事件》一見發財                  |              |
| 1998年 | 民視       | 《真命天子》-趙匡胤                       | 練海棠       |
| 1999年 | 民視       | 《一枝草一點露》                          | 吳俊傑       |
| 1999年 | 華視       | 《台灣怪談》負心的人                      | 吳水清       |
| 1999年 | 華視       | 《台灣怪談》過鬼關                        | 吳俊男       |
| 1999年 | 華視       | 《台灣怪談》坐鬼車                        | 阿中         |
| 1999年 | 華視       | 《台灣靈異事件》還君明珠                  | 林馬沙       |
| 1999年 | 華視       | 《台灣靈異事件》陰陽魔界                  | 白臉         |
| 1999年 | 華視       | 《台灣靈異事件》天機                      | 張健         |
| 2000年 | 民視       | 《長男的媳婦》                            | 劉文彥       |
| 2000年 | 中視       | 《封神榜》                                | 趙公明       |
| 2000年 | 台視       | 《大瓦厝》                                | 阿源         |
| 2000年 | 三立台灣台 | 《九龍傳說》                              | 陳茂昌       |
| 2000年 | 民視       | 《飛龍在天》                              | 插天鷹       |
| 2001年 | 民視       | 《情義》                                  | 賴瑞忠       |
| 2001年 | 台視       | 《流氓教授》                              | 阿憨         |
| 2001年 | 大愛電視台 | 《阿母醒來吧》                            | 何振中       |
| 2001年 | 八大戲劇台 | 《無聲勝有聲》                            | 陳德源       |
| 2002年 | 大愛電視台 | 《聞風而來》                              | 曾鴻文       |
| 2002年 | 大愛電視台 | 《雲彩飛揚》                              | 月雲夫       |
| 2002年 | 台視       | 《台灣曼波 —金水嬸》                      | 阿不拉       |
| 2002年 | 台視       | 《好運今年輪到我》                        | 楊友亮       |
| 2002年 | 民視       | 《雙面教父》                              | 嚴志威       |
| 2002年 | 民視       | 《不了情》                                | 柳天豹       |
| 2002年 | 三立台灣台 | 《桂花巷》                                | 辛瑞堂       |
| 2003年 | 大愛電視台 | 《四重奏》                                | 沈俊英       |
| 2003年 | 民視       | 《日正當中》                              | 周博正       |
| 2004年 | 民視       | 《女人40一枝花》                          | 包中         |
| 2005年 | 大愛電視台 | 《把愛找回來》                            | 林傳祿       |
| 2005年 | 台視       | 《海誓山盟》                              | 楊國邦羅水江 |
| 2005年 | 三立台灣台 | 《金色摩天輪》                            | 陳聰         |
| 2006年 | 三立台灣台 | 《天下第一味》                            | 邱永和       |
| 2006年 | 公視       | 《公視人生劇展-我的阿嬤是鬼》             | 清仔         |
| 2007年 | 三立台灣台 | 《我一定要成功》                          | 李中男       |
| 2008年 | 三立台灣台 | 《真情滿天下》                            | 劉本木       |
| 2010年 | 三立台灣台 | 《家和萬事興》                            | 李再興       |
| 2011年 | 三立台灣台 | 《牽手》                                  | 郝踐(Jim)    |
| 2012年 | 大愛電視台 | 《家有五寶》                              | 楊以仁       |
| 2012年 | 台視       | 《東華春理髮廳》                          | 馬沙         |
| 2013年 | 大愛電視台 | 《愛在陽光下》                            | 李偉嵩       |
| 2013年 | 緯來綜合台 | 《我的窮爸爸》                            | 嚴樹人       |
| 2013年 | 三立台灣台 | 《天下女人心》                            | 江強華蔣強華 |
| 2013年 | 大愛電視台 | 《唱快人生》                              | 武雄         |
| 2013年 | 緯來綜合台 | 《便利人生》                              | 林浩國       |
| 2014年 | 大愛電視台 | 《永不放棄》                              | 玉地父       |
| 2014年 | 大愛電視台 | 《文武親家》                              | 黃文彬       |
| 2015年 | 中視       | 《多桑の純萃年代》                        | 林文富       |
| 2015年 | 台視       | 《700歲旅程》                             | 顧一郎       |
| 2016年 | 華視       | 《海海人生》                              | 丁子新       |
| 2017年 | 三立台灣台 | 《一家人》                                | 葉建欽       |
| 2017年 | 大愛電視台 | 《清風無痕》                              | 黃勝璧       |
| 2018年 | 三立台灣台 | 《金家好媳婦》                            | 張毓夫陳家寶 |
| 2019年 | 華視       | 《鬥陣來鬧熱》                            | 楊進東       |
| 2019年 | 大愛電視台 | 《愛的路上我和你》                        | 子龍         |
| 2019年 | 大愛電視台 | 《與愛同行》                              | 戴淵         |
| 2019年 | 東森戲劇台 | 《美味滿閣》                              | 童耀邦       |
| 2020年 | 三立台灣台 | 《炮仔聲》                                | 詹坤茂       |
| 2021年 | 三立台灣台 | 《天之驕女》                              | 梁進川       |
| 2022年 | 三立台灣台 | 《一家團圓》                              | 曹震         |
| 2023年 | 三立台灣台 | 《天道》                                  | 廖乾坤       |
| 2023年 | 大愛電視台 | 《早點回家》                              | 陳霆         |
| 2023年 | 大愛電視台 | 《搜尋者》                                | 豬肉榮       |

## 電影
| 年份   | 片 名              | 飾 演  |
| 1995年 | 《流浪舞台》       |        |
| 1996年 | 《給逃亡者的恰恰》 |        |
| 2005年 | 《惡月》           |        |
| 2008年 | 《戲班遇到鬼》     | 阿在   |
| 2013年 | 《我的窮爸爸》     | 嚴樹人 |
| 2019年 | 《祭旗》           |        |
| 2021年 | 《金不厭詐》       | 毛天寶 |

## 舞台劇
- 大家安靜30
- 大家安靜
- 白蛇傳
- 火鳥
- 吉賽兒
- 睡美人
- 羅密歐與茱麗葉
- 西遊記

### 音樂錄影帶
- 一個人的天荒地老-張宇，飾演男主角

## 主持作品
- 衛視《台灣探險隊》
- 大愛《蔬果廚房》

## 舞蹈動作指導作品

### 擔任舞蹈動作指導
- 1994年，為「伯朗咖啡」CF舞蹈動作指導。
- 1994年，為「sony音響」CF舞蹈動作指導。
- 1994年，為「mishubishi汽車」CF舞蹈動作指導。
- 1995年，應邀為電視劇「一簾幽夢」。
- 1995年，電影「流浪舞台」之舞蹈動作指導。
- 1995年，為劉德華MTV「真永遠」之舞蹈動作指導。
- 1995年，為劉德華MTV「因為愛」之舞蹈動作指導。
- 1995年，應聘為大路視聽製作有限公司之CF、MTV製片。
- 1997年，為中華三菱汽車CF之動作指導。
- 1998年，應「台北故事劇場」之邀於國家劇院演出舞台劇「大家安靜」。
- 1998年，為「徐華鳳寫真集」之舞蹈動作指導。
- 1998年，為兆邦MTV之舞蹈動作指導。